# Dioscorea oppositifolia
Dioscorea oppositifolia är en enhjärtbladig växtart som beskrevs av Carl von Linné. Dioscorea oppositifolia ingår i släktet Dioscorea och familjen Dioscoreaceae. Inga underarter finns listade i Catalogue of Life.
Under det tidigare namnet (Dioscorea opposita) kallades den även Jams och odlas för sina stärkelserika rotknölar. Arten förekommer inte naturligt utan har uppkommit i kultur i tropiska Asien. Flera andra arter odlas och dessa kallas i vardagligt tal också för jams, se jamssläktet.

## Bildgalleri

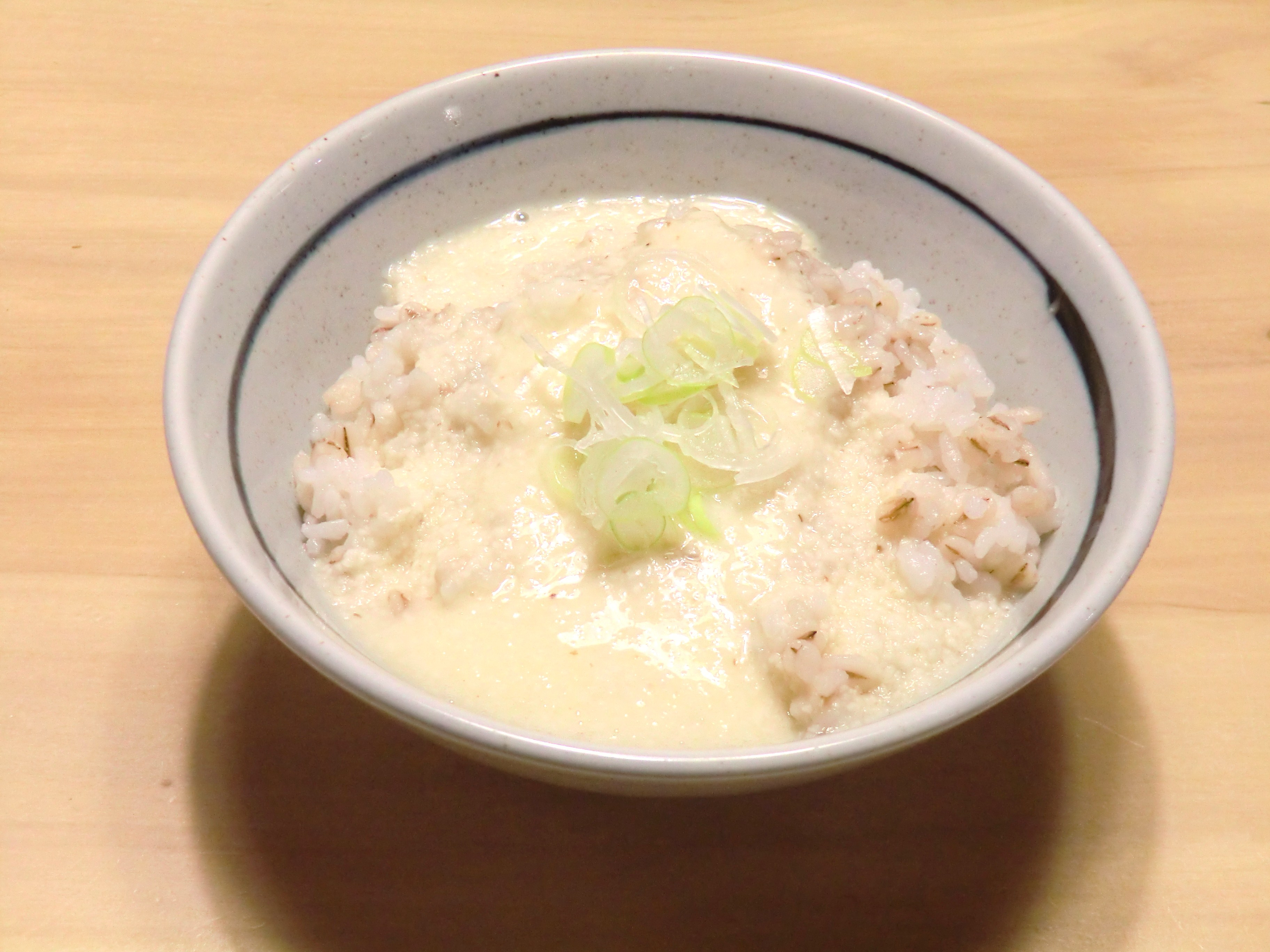
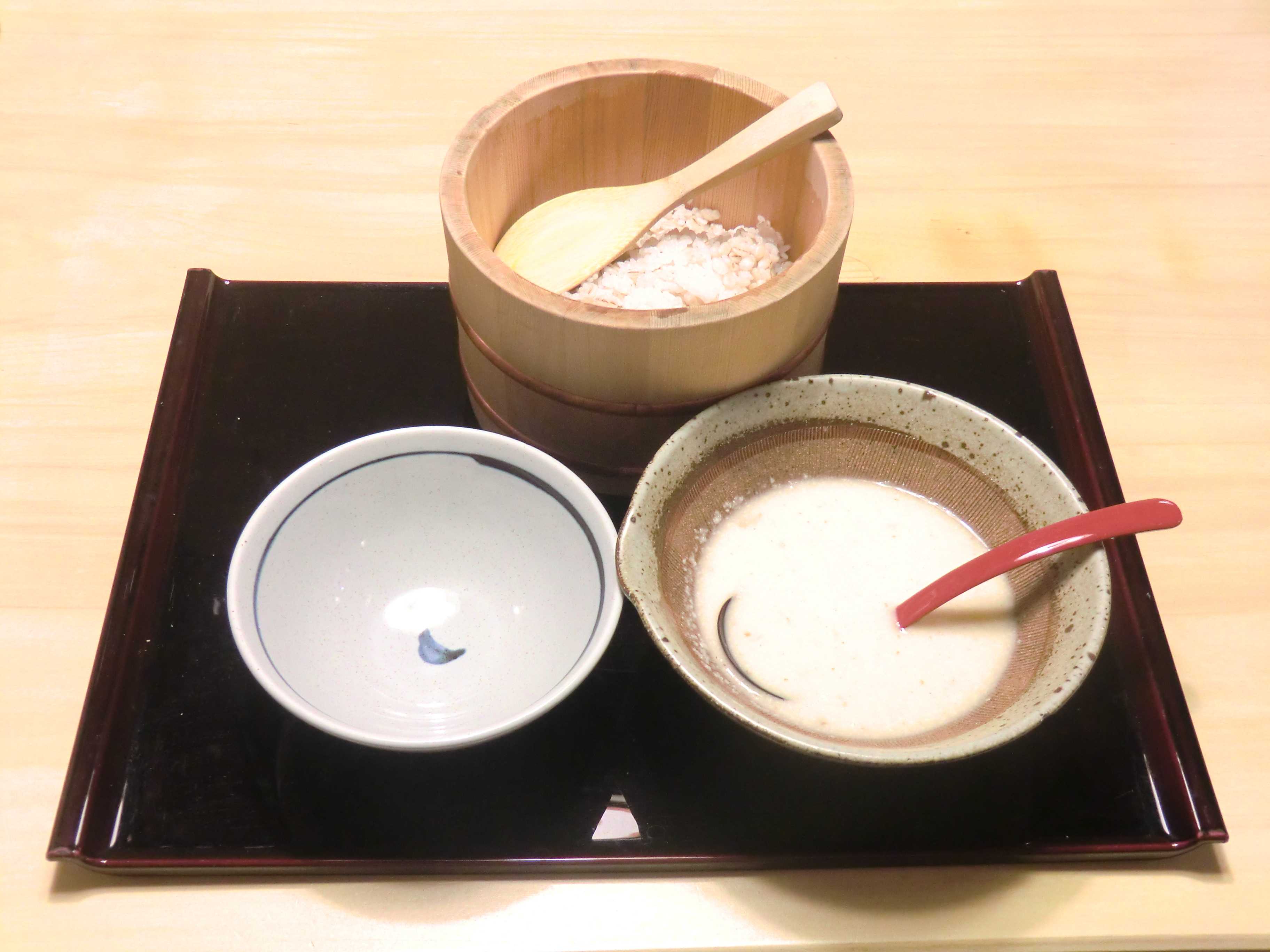